# هرمان مولر (سياسي)
هرمان مولر (بالألمانية: Hermann Müller) سياسي ألماني (18 مايو 1876-20 مارس 1931). تولى منصب المستشار في جمهورية فايمار الإمبراطورية الألمانية مرتين:
- من 27 مارس إلى 8 يونيو 1920.
- من 28 يونيو 1928 إلى 27 مارس 1930.

لم يتول أحد في تاريخ ألمانيا منصب المستشار مرتين غيره هو وفيلهلم ماركس.

## مولده وحياته السياسية
وُلد هرمان مولر في 18 مايو 1876 في مانهايم، وكان ينتمي للحزب الديمقراطي الاجتماعي (SPD) وأحد رؤساء الحزب خلال الفترة من 1919 إلى 1928. في حكومة جوستاف باور كان وزيرًا للشؤون الخارجية للرايخ الألماني من 21 يونيو 1919 حتى 26 مارس 1920، وكان أحد السياسيين الألمان الموقعين على معاهدة فرساي في 28 يونيو 1919 بحكم منصبه. على إثر انقلاب كاب-لوتفيتس في مارس 1920، كُلِّف مولر بتشكيل الحكومة الاتحادية، وأصبح بذلك مستشار الرايخ الألماني ولكن لمدة أقل من شهرين (27 مارس -21 يونيو 1920)، حيث استقال تحت ضغط الحلفاء بسبب الاضطرابات التي نشأت في أعقاب الانقلاب في منطقة الرور وعملت حكومته على إخمادها. في نفس العام، تولى مولر رئاسة كتلة الحزب الديمقراطي الاجتماعي في الرايخستاغ (وهو مجلس النواب الألماني آنذاك) المُنتِخب عام 1919، أوائل عهد جمهورية فايمار، واستمر مولر في رئاسة الحزب حتى عام 1928، عندما انتُخِب مستشارًا للرايخ للمرة الثانية خلفًا لفيلهيلم ماركس. في 27 مارس 1930، اضطر مولر إلى الاستقالة لأن كتلة حزبه البرلمانية رفضت اتفاق حل وسط بشأن إصلاحات التأمين ضد البطالة الذي وافقت عليه أحزاب الائتلاف الأخرى في الحكومة. حتى استقالته، وانسحابه من الحياة السياسية. كان مولر هو آخر مستشار يعتمد على الأغلبية البرلمانية، قبل أن يدخل خليفته المستشار هاينريش برونينغ مرحلة الوزارات الرئاسية لجمهورية فايمار. ينتمي مولر إلى منظمة حماية الجمهورية.

## وفاته
بعد انتخابات سبتمبر 1930 التي شهدت مكاسب هائلة للحزب النازي (حزب العمال القومي الاشتراكي الألماني) بزعامة أدولف هتلر، دعا مولر حزبه إلى دعم حكومة برونينغ من دون أن يكون متحالفًا معها، وانسحب بعدها من الحياة العامة. بعد ذلك بستة أشهر توفي مولر في 20 مارس 1931 في برلين إثر عملية جراحية للمرارة، ودفن في المقبرة الرئيسية فريدريشسفيلده، وقد شكلت وفاته ضربة قاصمة للاشتراكيين الديموقراطيين في تلك الفترة.

## روابط خارجية
- هرمان مولر على موقع الموسوعة البريطانية (الإنجليزية)
- هرمان مولر على موقع إن إن دي بي (الإنجليزية)
- هرمان مولر على موقع ديسكوغز (الإنجليزية)